# Burgstall Zedtwitz
Der Burgstall Zedtwitz, auch Wasserschloss Zedtwitz genannt, bezeichnet eine abgegangene mittelalterliche Wasserburg in der Ortsmitte von Zedtwitz, einem Gemeindeteil der Gemeinde Feilitzsch im Landkreis Hof in Bayern.
Die Burg war vom 13. bis 16. Jahrhundert Stammsitz der Familie von Zedtwitz. Der Burg waren als Vorwerke Münchenreuth mit 16 Gütern (1502) und der Rittersitz in Isaar (1412) vorgelagert.
Von der ehemaligen Burganlage wurden 1839 die letzten Mauerreste abgebrochen. 